# Michael Albasini
Michael Albasini (20 de diciembre de 1980) es un ciclista suizo que fue profesional entre 2003 y 2020.

## Trayectoria
Consiguió victorias en pruebas importantes como el Tour de Luxemburgo, la Vuelta a Suiza o la Vuelta al País Vasco. En el Tour de Francia 2007 finalizó tercero una etapa con final en Marsella, solamente superado por sus compañeros de escapada Cédric Vasseur y Sandy Casar.
El 31 de octubre de 2019 renovó su contrato con el Mitchelton-Scott hasta la celebración de la Vuelta a Suiza 2020, momento en el que se retiraría del ciclismo profesional. Tras la cancelación de la carrera debido a la pandemia de enfermedad por coronavirus, en mayo de 2020 anunció que seguiría compitiendo hasta final de temporada. Su última carrera fue la Lieja-Bastoña-Lieja, pasando a ejercer de seleccionador nacional tras colgar la bicicleta.

## Palmarés
| 2005 - 1 etapa de la Vuelta a Suiza 2007 - 1 etapa del Circuito de la Sarthe 2008 - 1 etapa del Tour de Luxemburgo 2009 - 1 etapa de la Vuelta al País Vasco - 1 etapa de la Vuelta a Suiza - Vuelta a Austria, más 1 etapa 2010 - Vuelta a Gran Bretaña, más 1 etapa 2011 - 1 etapa de la Vuelta a Baviera - G. P. Kanton Aargau - 1 etapa de la Vuelta a España 2012 - Volta a Cataluña, más 2 etapas - 1 etapa de la Vuelta a Suiza - 2.º en el Campeonato de Suiza en Ruta | 2013 - 1 etapa de la París-Niza - G. P. Kanton Aargau 2014 - 3 etapas del Tour de Romandía - 2.º en el Campeonato de Suiza en Ruta - Tres Valles Varesinos 2015 - 2 etapas del Tour de Romandía 2016 - 1 etapa del Tour de Romandía 2017 - 1 etapa de la Vuelta al País Vasco - 1 etapa del Tour de Romandía - Coppa Agostoni 2018 - Tour de los Fiordos, más 1 etapa |

## Resultados en Grandes Vueltas y Campeonatos del Mundo
Durante su carrera deportiva consiguió los siguientes puestos en las Grandes Vueltas y en los Campeonatos del Mundo:
| Carrera         | Carrera         | 2003 | 2004 | 2005  | 2006  | 2007 | 2008 | 2009 | 2010  | 2011  | 2012  | 2013 | 2014 | 2015 | 2016  | 2017 | 2018  | 2019 | 2020 |
| --------------- | --------------- | ---- | ---- | ----- | ----- | ---- | ---- | ---- | ----- | ----- | ----- | ---- | ---- | ---- | ----- | ---- | ----- | ---- | ---- |
|                 | Giro de Italia  | —    | 87.º | —     | —     | —    | —    | —    | 123.º | —     | —     | —    | —    | —    | —     | —    | —     | —    | —    |
|                 | Tour de Francia | —    | —    | 145.º | 116.º | 59.º | —    | —    | —     | —     | 110.º | 86.º | 70.º | Ab.  | 132.º | 98.º | —     | —    | —    |
|                 | Vuelta a España | —    | —    | —     | —     | —    | —    | Ab.  | —     | 123.º | —     | —    | —    | —    | —     | —    | 118.º | —    | —    |
| Mundial en Ruta | Mundial en Ruta | —    | Ab.  | Ab.   | 73.º  | —    | —    | 82.º | Ab.   | 86.º  | 17.º  | Ab.  | 66.º | 66.º | —     | 7.º  | —     | 22.º | Ab.  |

—: no participa

Ab.: abandono

## Equipos
- Fassa Bortolo (2002)[4]
- Phonak Hearing Systems (2003-2004)
- Liquigas (2005-2008)
  - Liquigas-Bianchi (2005)
  - Liquigas (2006-2008)
- Columbia/HTC (2009-2011)
  - Team Columbia-HTC (2009)
  - Team HTC-Columbia (2010)
  - HTC-Highroad (2011)
- Orica/Mitchelton (2012-2020)
  - Orica-GreenEDGE (2012-2016)
  - Orica-BikeExchange (2016)
  - Orica-Scott (2017)
  - Mitchelton-Scott (2018-2020)